# Gateway (novel·la)
Gateway ("Pòrtic") és una de les novel·les més conegudes de Frederik Pohl i el llibre que inicia la Saga dels Heeche, formada pels volums: Beyond the Blue Event Horizon, Heechee Rendezvous, The Annals of the Heechee, The Gateway Trip i The Boy Who Would Live Forever. Publicada en 1977, va guanyar els principals premis del gènere: Premi Hugo, Premi Locus i Premi Nebula, entre altres distincions. L'èxit de la novel·la va propiciar que s'adaptés a un videojoc.

## Argument
La novel·la alterna la narració en passat dels fets que van transcórrer al Pòrtic i les sessions de psicoanàlisi que el protagonista té amb un ordinador especialitzat. El Pòrtic és un port interespacial creat per extraterrestres, els Heeche, que els humans estan començant a comprendre. Els exploradors pugen a una nau i parteixen cap a un destí prefixat per aquests Heeche. Com que no poden llegir l'escriptura d'aquesta raça més avançada, les naus volen a cegues i poden arribar teletransportades a nous planetes (d'on els astronautes extreuen riqueses) o cap a la mort, per exemple si les coordenades marquen el centre d'una estrella. Els incentius dels exploradors són, doncs, econòmics a part de l'aventura i el desig d'escapar d'una Terra excessivament poblada.
El narrador viu en la misèria fins que per un premi aconsegueix finançament per a un únic viatge des de Pòrtic. Puja a una nau amb una dona, amb qui comença una història d'amor. Arriba aterrit a un forat negre, on estan a punts de ser engolits. A la desesperada, trama un escapament que li permet partir la nau en dos i fugir, deixant la noia atrapada per sempre al forat. El sentiment de culpa que persegueix sempre el narrador és l'origen de les seves sessions de teràpia. Per l'alteració del temps per la gravetat, a més a més, resulta que la mort s'està produint sempre en present.

## Temes
El tema principal del llibre és l'èxit econòmic, que es planteja com oposat a la fidelitat personal. La traïció al seu amor no deixa viure el suposa explorador heroic. Aquest èxit, a més a més, depèn de l'atzar: no sols és la loteria el que permet al narrador volar sinó que l'atzar regeix els destins dels exploradors desesperats, no depèn del seu esforç aconseguir descobrir planetes rics. Es critica la misèria que empeny a aquests astronautes a arriscar la seva vida. Les aventures dels vols són l'element per assegurar el suspens del llibre, així com les referències a la misteriosa raça dels extraterrestres, extingida en el moment dels fets. Per acabar apareix una sàtira de la psicoanàlisi, encarnada per la màquina que cerca traumes en el passat de l'heroi en diàlegs que voregen l'absurd.
El marc de distopia de la novel·la apareix en una obra prèvia, The Merchants of Venus, on es presenten els Heeche i el capitalisme extrem que ha portat als habitants de la Terra a una situació de misèria general. En ella ja es tracten temes que es donaran com a supòsits a Pòrtic, com el malthusianisme